# (474048) 2016 GU242
(474048) 2016 GU242 es un asteroide perteneciente al cinturón de asteroides, descubierto el 16 de mayo de 2005 por el equipo del Mount Lemmon Survey desde el Observatorio del Monte Lemmon, Arizona, Estados Unidos.

## Designación y nombre
Designado provisionalmente como 2016 GU24.

## Características orbitales
2016 GU242 está situado a una distancia media del Sol de 3,176 ua, pudiendo alejarse hasta 3,845 ua y acercarse hasta 2,506 ua. Su excentricidad es 0,210 y la inclinación orbital 14,60 grados. Emplea 2067 días en completar una órbita alrededor del Sol.

## Características físicas
La magnitud absoluta de 2016 GU242 es 16,4. Tiene 3,295 km de diámetro y su albedo se estima en 0,054.